# 彼得·詹寧斯
彼得·查爾斯·阿齊博爾德·愛華特·詹寧斯（英語：Peter Charles Archibald Ewart Jennings，1938年7月29日—2005年8月7日），出生於加拿大的美國記者、新聞主播。他是美國廣播公司（ABC）當家新聞主播，與CBS的丹·拉瑟及NBC的湯姆·布洛考同列為美國三大新聞主播。

## 生平
詹寧斯生於加拿大多倫多，父親查爾斯是加拿大著名電視新聞從業員。他九歲曾主持渥太華CBC電台兒童節目《Peter's People》，但在其學術生涯卻終身未曾獲得大學畢業資格。詹寧斯1964年赴美採訪民主黨全國代表大會，獲賞識進入美國廣播公司工作。1965年，ABC破格提拔詹宁斯担任晚间黄金时段新闻主播，但由于资历太浅，年轻的詹宁斯并未受到观众欢迎，于是詹宁斯被ABC派往国外担任记者，曾任駐中東記者七年。1972年詹寧斯直擊報道以色列選手在慕尼黑奧運遭恐怖分子挾持的事件，並於1978年在巴黎訪問伊朗革命領袖霍梅尼，都使他的名氣大增。1978年7月10日，詹宁斯重返主播台，成为新开播的《ABC今夜世界新聞》主播之一，在英国伦敦负责播报国际新闻。1983年9月5日，詹寧斯接替当年7月因病去世的的弗兰克·莱纳德，成为節目首席主播，一直到2005年4月1日為止，這期間他主播的新聞經常是美國收視率最高的晚間新聞。
他採訪過許多影響世界的重大新聞，包括1960年代柏林圍牆建立及越戰，到其後柏林圍牆倒塌、冷戰結束等，都親身見證報道。在2001年9月11日的「九一一」事件發生時，更不休息地轉播六十個小時。詹寧斯在自己的事業生涯中共拿下16個艾美獎以及多個新聞獎項。
詹寧斯自述有20多年的吸烟史，於2005年4月7日宣布患上肺癌末期，決心與癌症搏鬥，可惜治療令聲綫變得沙啞，無法在幕前播報，只可為節目提供意見，最後於同年8月7日在美國紐約家中去世，享壽67歲。他的去世标志着美国电视新闻“三巨头”时代的结束（汤姆·布洛考和丹·拉瑟已分别于2004年12月和2005年3月离开晚间黄金时段新闻主播台）。